# Dikwa acrania
Dikwa acrania is een vlokreeftensoort uit de familie van de Dikwidae. De wetenschappelijke naam van de soort is voor het eerst geldig gepubliceerd in 1974 door Griffiths.